# Troglosiro platnicki
Troglosiro platnicki – gatunek kosarza z podrzędu Cyphophthalmi i monotypowej rodziny Troglosironidae.

## Biotop
Lasy deszczowe.

## Występowanie
Jak wszyscy przedstawiciele rodzaju jest endemitem Nowej Kaledonii. Występuje w parku Riviere Bleue oraz na górze Dzumac.